# HD 90132
HD 90132，又名CD-37 6509，SAO 201346、HR 4086，是一颗恒星，视星等为5.33，位于銀經273.35，銀緯16.22，其B1900.0坐标为赤經10h 19m 6.5s，赤緯-37° 16.22′ 8″。